# Єлшовка
Єлшовка (словац. Jelšovka) — річка в Словаччині; права притока Іпеля довжиною 15.5 км. Протікає в окрузі Левиці.
Витікає в  масиві Подунайські пагорби на висоті 185 метрів. Протікає територією сіл Лонтов і Іпельськи Соколец.
Впадає в Іпель на висоті 113.3 метра.